# Hermann Moeck
Hermann Johannes Moeck (* 9. Juli 1896 in Lüneburg; † 9. Oktober 1982) war ein deutscher Musikverleger und Unternehmer.

## Leben
Hermann Moeck gründete 1925 den Hermann Moeck Verlag oHG in Celle. Die Firma vertreibt seit 1930 auch Blockflöten. Bis 1945 wurden diese zunächst als Halbfabrikate aus Markneukirchen bezogen. Nach 1945 wurden die Instrumente ganz in Celle gefertigt. 1950 wurden zusätzlich Fideln und Gamben hergestellt.
Hermann Johannes Moeck war verheiratet mit Charlotte Moeck, geborene Kuhn, und ist der Vater seines 1922 geborenen Nachfolgers Hermann Alexander Moeck.